# M Radio
Ne doit pas être confondu avec Radio M.
 (octobre 2012).
M Radio, nommée MFM Radio avant le 1er janvier 2018, est une station de radio musicale de catégorie D émettant sur plus de 100 fréquences en France (Paris, Lyon, Marseille, Bordeaux, Nice, Montpellier…). Ses locaux et studios sont situés à Paris. 

## Historique

### 1981-1991: naissance d'une radio libre - Guy Noël - Pierrot le Loup
La radio est née en 1981, lors de l'éclosion des radios libres et associatives sur la modulation de fréquence, sous le nom de Radio Montmartre. Elle propose alors un format essentiellement basé sur des chansons françaises traditionnelles, voire « rétro », alternées de musiques orchestrales et instrumentales des années 1920 aux années 1960.
Elle est l'une des seules radios libres à promouvoir les musiques et chansons traditionnelles mélodieuses[réf. nécessaire] (aux côtés de Radio Bleue mais qui, elle, est publique et émet encore en ondes moyennes), permettant de satisfaire notamment les générations « aînées » appréciant ce style musical[réf. nécessaire].
Raymond Marcillac en est le premier directeur des programmes. Ses programmes et l'animation sont confiés et présentés par Guy Noël, reconnaissable par sa voix grave, qui, après vingt-cinq ans au service de l'ORTF, décide de se tourner vers les « séniors »[réf. souhaitée].
Radio Montmartre commence ses programmes, destinés au troisième âge, dès le 1er septembre 1981… quelques jours après la radio d'État tournée vers le même public, Radio Bleue, avec notamment de l'accordéon musette les après-midis.
Guy Noël eut ensuite l'idée de créer Radio Azur Méditerranée, puis Radio Cap Montmartre, dans la lignée de Radio Montmartre, mais cet animateur de radio est mort, ne s'étant jamais remis de son éviction parisienne, dans le Sud de la France[réf. souhaitée].
Lors des émissions d'accordéon du samedi matin, Guy Noël les assure au magasin de fourrures situé près du métro Abbesses, « Pierrot le Loup », dont il effectue régulièrement la publicité[réf. souhaitée]. De nombreuses années, les émissions d'accordéon musette sont alors très présentes, sur lesquelles les principaux accordéonistes (comme Aimable ou Roberto Milési) sont présentateurs, tout comme les chanteurs français traditionnels des années 1930 aux années 1970 prépondérants, ainsi que la musique légère.
L'émetteur de Radio Montmartre, situé sur la tour hertzienne de Pantin, diffuse en monophonie sur Paris et la région parisienne, prenant sur la FM tout d'abord la fréquence de 90,7 MHz, puis 103,9 MHz, puis dès 1984, celle inchangée depuis, de 102,7 MHz.
Connaissant un certain succès, Radio Montmartre étend sa couverture géographique dès la fin des années 1980.

### 1991-1998: nouvelles dénominations, Montmartre FM puis MFM
En 1991, ce sera Pascal Sevran qui prendra la direction de Radio Montmartre.
En 1995, elle est autorisée par le CSA à changer d'appellation et devient « Montmartre FM », en passant en stéréophonie.
Contrôlée par le groupe RMC jusqu'en 1998, elle est rachetée par[réf. souhaitée] le groupe LV & Co, propriété de Gérard Louvin et filiale du groupe Concept. À la suite du rachat, Montmartre FM devient MFM et modifie sensiblement sa programmation, notamment en la rajeunissant, tout en restant relativement traditionnelle. En septembre 1998, Gérard Louvin confie la direction de la station à Ian Travaillé, l'antenne à Luc Pourrinet, la programmation à Jean François Villette et la direction technique à Nicolas Gratien. La programmation musicale est volontairement kitch (tubes populaires des années 1960 aux années 1990). La station accueille de grandes signatures de la radio comme Jean-Pierre Foucault le matin ou encore Hervé Pouchol en fin d'après midi.

### 1998-2009: programmation musicale remaniée et ciblant les femmes
Ces années là, MFM diffuse des titres des années 1960 à 1990, le plus souvent francophones. En 2004, la station quitte la rue François 1er. à Paris, où elle est hébergée depuis quelques mois après avoir quitté la rue Eule, pour emménager avenue du Président Kennedy. Les programmes subissent encore un renouvellement et le slogan devient « Au cœur de la musique ». La couleur d'antenne évolue encore jusqu'en avril 2007, date de l'arrivée à la direction de l'antenne de Mike Wagner[source secondaire souhaitée]. Celui-ci tient le même poste quelques mois auparavant au sein des deux réseaux FM Chérie FM et Nostalgie (groupe NRJ).
Au cours du mois d'avril 2007, la programmation est remaniée pour aboutir à un format musical diffusant principalement des titres des années 1970 à aujourd'hui. À l'occasion de la rentrée 2007, de nouveaux animateurs arrivent à l'antenne, parmi lesquels Thierry Debrune, à la matinale.
Le format musical est encore modifié à plusieurs reprises. À la rentrée 2008, Pascal Hernandez reprend la matinale[source secondaire souhaitée]. Un site Internet à destination des femmes, mlady.fr, est mis en ligne[source secondaire souhaitée]. Le logo et le slogan de la radio (désormais « Music and Smile ») changent encore. En 2009 le slogan de la radio devient « Le Mix Variété Pop » puis « La radio Variété Pop ». Depuis plusieurs sondages, l'audience cumulée (AC) et la part d'audience (PDA) de MFM sont en baisse[source secondaire souhaitée].

### 2009-2010: crise puis arrivée de Espace Group
Courant 2009, l'antenne locale de MFM à Nantes est fermée. Pendant l'été, la plupart des CDD des animateurs de l'antenne nationale ne sont pas renouvelés pour la saison suivante. Pierrick Roux et Julien Haultcoeur passent sur RTL2. À la rentrée, restent Pascal Hernandez, Julien Vigliano et Christian Flamiat. Mis à part quelques tranches horaires animées, l'antenne est désormais « 100 % musicale ». Début 2010, Mike Wagner quitte ses fonctions à MFM pour retourner dans le groupe NRJ. Après de multiples changements, le format musical est devenu beaucoup plus jeune, constitué de musique pop et de variété, choisie dans une période allant des années 1980 à aujourd'hui et sur un tempo général largement plus relevé.
En juin 2010, la station de radio a été reprise à CML Holding par le groupe lyonnais Espace Group.

### 2010-2018: aventure de MFM Radio, puis M Radio
Depuis fin juillet 2010, la radio change sa programmation en ne diffusant que des tubes 100 % français toute la journée, surtout des variétés françaises des années 1970 à nos jours. Dès lors, la radio n'est plus automatique, mais elle dispose d'animateurs en journée. Le 12 octobre 2010, MFM devient MFM Radio.
En juillet 2017, MFM Radio demande à pouvoir changer de nom. L'un des noms initialement envisagés est M France Radio, mais le 1er janvier 2018 MFM devient officiellement M Radio. Ce changement permet notamment d'éviter les confusions avec RFM, station concurrente au nom phonétiquement similaire.

## Identité de la station

### Logos

Logo de MFM de 1998 à 2000.
Logo de MFM de 2000 à 2005.
Logo de MFM de 2005 jusqu'à l'été 2008.
Logo de MFM de l'été 2008 jusqu'en septembre 2010.
Logo de MFM Radio de septembre 2010 au 31 décembre 2017.
Logo de M Radio depuis le 1er janvier 2018.

### Slogans
- La radio tricolore (1981)
- La vie est belle (1982)
- M comme Montmartre (1998 à 1999)
- La Radio des tubes (1999 à 2000)
- Les mélodies qu'on aime (2000 à 2004)
- Au cœur de la musique (2004 à 2007)
- L'émotion partagée (2007 à 2008)
- Music & Smile (2008 à 2009)
- Le Mix Variété Pop (2009)
- La Radio Variété Pop (2009 à 2010)
- Ma French Musique (2010 à 2011)
- 100 % Musique Française (juin 2011 à septembre 2013)
- 100% chanson française (de 2013 à 2014)
- Vos plus belles chansons françaises
- Numéro 1 sur la chanson française (depuis 2018)

## Personnalités de la station

### Historique
- À la fin de la saison 2017-2018, Bernard Montiel quitte M Radio pour rejoindre RFM[8].
- Au début de la saison 2018, Vincent Cerutti arrive sur M Radio pour animer la tranche de la fin d'après-midi[9].
- Le 22 septembre 2018, Sophie Davant arrive sur M Radio pour animer l'émission Ravie de vous rencontrer chaque samedi midi[10].
- À la rentrée 2019, Alexandre Devoise et Vincent Cerutti quittent M Radio, alors que Jérôme Anthony y arrive[11].

### Quelques animateurs actuels notables
- Vincent Cerrutti (depuis 2018)

### Quelques anciens animateurs notables
- Évelyne Adam (2014-2016)
- Jérôme Anthony (2019-2021)
- Vincent Cerutti (2018-2019 /2020-2025)
- Thierry Beccaro (2015-2016)
- Macha Béranger (2006-2007)
- Audrey Chauveau (2014-2015)
- Alexandre Devoise (2015-2019)
- Sophie Davant (2018-2023)
- Cyril Féraud (2016-2017)
- Bernard Montiel (2010-2018)
- Malika Ménard (2022-2023)
- Patrick Sabatier (2016-2018)
- Marc Toesca (2011-2014)

## Diffusion

### Par la modulation de fréquence
M Radio est une radio nationale présente dans l'ensemble des régions françaises, avec actuellement[Quand ?], 106 fréquences, réparti sur tout le territoire français.

### Par des canaux numériques ou par l'adsl
M radio est diffusée aussi par les médias suivants :
- diffusion numérique terrestre ;
- le satellite Eutelsat 5 West A ;
- les offres radios des Fournisseurs d'accès à Internet.

### Par des webradios
La station de radio M Radio dispose de 30 webradios.